# Isaias Afwerki
Isaias Afwerki (în tigrină ኢሳያስ ኣፍወርቂ; n. 2 februarie 1946, Asmara, Etiopia) este un politician eritreean, primul și actualul președinte al Eritreii, funcție pe care a ocupat-o după Războiul de Independență Eritrean din 1993. El a condus Frontul de Eliberare al Poporului Eritreean (FEPE) către victorie în mai 1991, punând capăt războiului de independență de 30 de ani.